# История евреев Канады
История евреев Канады начинается с 1763 года, когда Канада стала британской колонией. Крупный рост еврейской общины произошёл в 1850—1939 годах, когда евреи переселялись на американский континент из-за антисемитских преследований в Европе.

## Ранние годы
Евреи стали прибывать в Канаду только после подписания в 1763 году Парижского договора, согласно которому французская колония в Новом Свете отошла Великобритании. К этому времени во французской колонии могли проживать только католики, данное решение было принято Людовиком XIV в 1663 году. Единственным исключением была Эстер Брандо, еврейская девушка, которая прибыла в 1738 году под видом мальчика и оставалась в течение года до отправки во Францию после отказа креститься.
В дальнейшем пребывание евреев в Канаде зафиксировано после франко-индейской войны, где на стороне индейцев участвовала британская армия. В некоторых британских частях служили евреи, в частности среди офицеров было четыре еврея: Эммануэль де Кордова, Аарон Харт, Хананиэль Гарсия и Исаак Мирамар. После войны лейтенант Аарон Харт поселился в Труа-Ривьере. Со временем он стал очень богатым землевладельцем и уважаемым членом местного сообщества, у него было четверо сыновей, также сыгравших большую роль в создании и развитии еврейской общины.
В 1831 году был принят закон, чьим автором был адвокат Луи-Жозеф Папино. Этот закон гарантировал евреям Канады полное политическое равноправие. Первая синагога была построена в 1777 году в Монреале на улице Нотр-Дам. Первым евреем, поселившимся в Квебеке в 1767 году, был Абрахам Якоб Франк. К 1850 году в Канаде жило 450 евреев, в основном в Монреале. Большинство первых канадских евреев были либо торговцами пушниной, либо военнослужащими британской армии. Кроме того, было несколько купцов и помещиков.

## Рост общины в 1850—1939 годах
С началом массовых погромов в России в 1880 году и до антисемитских преследований в Европе в начале XX века миллионы евреев бежали из черты оседлости и других компактных районов поселения в Восточной Европе на американский континент. И хотя большинство беженцев отправлялись в США, тем не менее, часть их поселилась также и в Канаде.
В период Первой мировой войны около 5000 евреев, в том числе 100 офицеров, служили в канадской армии. Около 100 из них погибло, 84 получили награды.
Предприниматель из Оттавы и лидер канадского сионистского движения Арчибальд Фрейман (1880—1944) сыграл важную роль не только в еврейской общине, но и в канадской благотворительности в целом. В частности, Фрейман принял активное участие в проектах по военным займам, по поддержке малоимущих и по сбору средств в помощь фронту в годы 1-й и 2-й мировых войн.
Между 1880 и 1930 году еврейское население Канады выросло до более чем 155 000. В 1923 году было принято более строго иммиграционное законодательство с целью чтобы Канада оставалась преимущественно белой англо-саксонской страной. Для всех евреев, кроме тех, что уже были британскими подданными, получить разрешение на иммиграцию было практически нереально.
После начала нацистских преследований евреев в Европе Канада практически ввела запрет на въезд еврейских беженцев в страну. Квинтэссенцией иммиграционной политики Канады считается высказывание Ф. Блэра, руководителя иммиграционного агентства — в ответ на вопрос, сколько евреев сможет принять Канада, он ответил «Ни одного, и так слишком много» (англ. None is Too Many). В результате Канада приняла меньше беженцев, чем любая другая западная страна — всего 8 тысяч человек.

## Евреи Канады в период Второй мировой войны
С началом войны канадские евреи приняли участие в ней наравне с другими гражданами Канады в рамках Британского Содружества. В армии союзников служили 16 тысяч из 160 тысяч евреев Канады. Военный Крест заслужили 6 канадских евреев, орден Британской империи — 23. Всего награждено британскими орденами 178 канадских евреев и ещё 9 — орденами союзников. Орден «За выдающиеся заслуги» был вручен майору Беньямину Дункельману, а Крест «За выдающиеся лётные заслуги» — лейтенанту Сиднею Шулемсону

## Карты
- Еврейское население в Канаде, 2001
- Пять крупнейших еврейских коммун Канады